# Amersham
Amersham è una cittadina di 14 384 abitanti della contea del Buckinghamshire, in Inghilterra.  Dal 1961 Amersham è il terminale della Metropolitan Line, una delle linee della Metropolitana di Londra.

## Amministrazione

### Gemellaggi
- Krynica-Zdrój
- Bensheim